# 境戸町奇談
『境戸町奇談』（さかいどちょうきだん）は、小林真尋によるコメディー漫画。『月刊少年ガンガン』（スクウェア・エニックス発行）の増刊『ガンガンパワード』にて連載されていた作品。境戸町を舞台にした怪異退治、退魔師を生業とする14歳の少年と少女を中心に展開する。

## あらすじ
長きにわたり怪異の者（妖怪や悪霊）が出没する境戸町。その怪異を退治する主人公、榊 信吾（さかき しんご）と周防 真魚（すおう まな）が活躍する話…だが二人の間には同業者ながらも神社と教会という大きな立場の違いが存在し、その対立関係は先祖代々400年間続いていた。
半年前に境戸教会にやってきた真魚の活躍によって、境戸神社20代目の信吾は退治屋として連戦連敗を喫し、同時に生活にも影響が出始める。オバケ嫌いでへタレな信吾のいる神社、全力で怪異退治をし営業スマイルもバッチリな真魚のいる教会。この二者の経済格差は確実に広がっていくばかりであった。

## 主な登場人物
榊 信吾（さかき しんご）
本作品の主人公。14歳。境戸神社20代目の怪異退治屋。オバケ嫌いのヘタレ。しかし大事なもの為ならその恐怖に立ち向かうという一面もある。
怪異を斬ることのできる弦影刀、そして弓を武器とする。
常に境戸神社式神の妖狐、鳴弓（ナルミ）と行動している。
父に境戸神社の神主である誠信（まさのぶ）をもつ。
実は8年前までは真魚と同じ幼稚園に通う幼馴染であったが、すでにその頃から真魚のことを超イジメっ子という風に認識していた。
周防 真魚（すおう まな）
本作品のヒロイン。14歳。叔父の天堂祥緒（てんどうよしお）が神父をつとめる境戸教会にやって来て以来、悪しき怪異を全力で倒し活躍する悪魔祓い師（エクソシスト）。その結果教会は大繁盛し、一方で神社はさびれていくことになる。
悪魔の躾（からだ）を破壊するという退魔銃、そして洋弓を武器とし、シスターの衣装を身にまとっている。
基本が損得勘定で物事を量るクセがあるうえ負けず嫌いな性格なためか、なかなか素直になれない。
信吾に対してはライバル業者として徹底的に陥れる悪魔のような一面を持つが、対外的には華奢ながらも怪異と一生懸命戦うかわいい女の子という仮面をかぶることで皆の支持を受けている。稀に信吾に対してもやさしい素振りを見せるが信吾はそれも猫かぶりであると誤解することがしばしば起こる。
8年前に教会の人間でありながら禁断の地である森に立ち入ったことが問題となり、それをきっかけに境戸を離れて教会の施設で退魔士になる決意をした。
鳴弓（ナルミ）
500年間、境戸神社に仕える式神の妖狐。
その姿は妖狐の名の通りキツネのような形体をしている。普段はマスコット的存在で手のひらサイズの大きさの姿をしているが、いざという時は通常のキツネ程度の大きさに変身し信吾をサポートする。基本的に宙に浮いている。
普段は的確に信吾に対しアドバイスをしているが、あまりの生活苦と屈辱感によって壊れることがある。

## 用語解説
怪異（かいい）
主人公らが退治する妖怪、悪霊などの総称。人に危害を及ぼすものもいればそうでないものもいる。
境戸神社（さかいどじんじゃ）
信吾の父、誠信が神主の神社。500年ほど前に建立。
お向かいさんは、境戸教会。
境戸教会（さかいどきょうかい）
真魚、真魚の叔父が営む教会で、400年ほど前に西洋から布教の為にやってきた神父らによって建立。
お向かいさんは、境戸神社。